# Petaurus abidi
Petaurus abidi là một loài động vật có vú trong họ Petauridae, bộ Hai răng cửa. Loài này được Ziegler mô tả năm 1981.